# Saint-Maulvis
Saint-Maulvis is een gemeente in het Franse departement Somme (regio Hauts-de-France) en telt 226 inwoners (1999). De plaats maakt deel uit van het arrondissement Amiens.

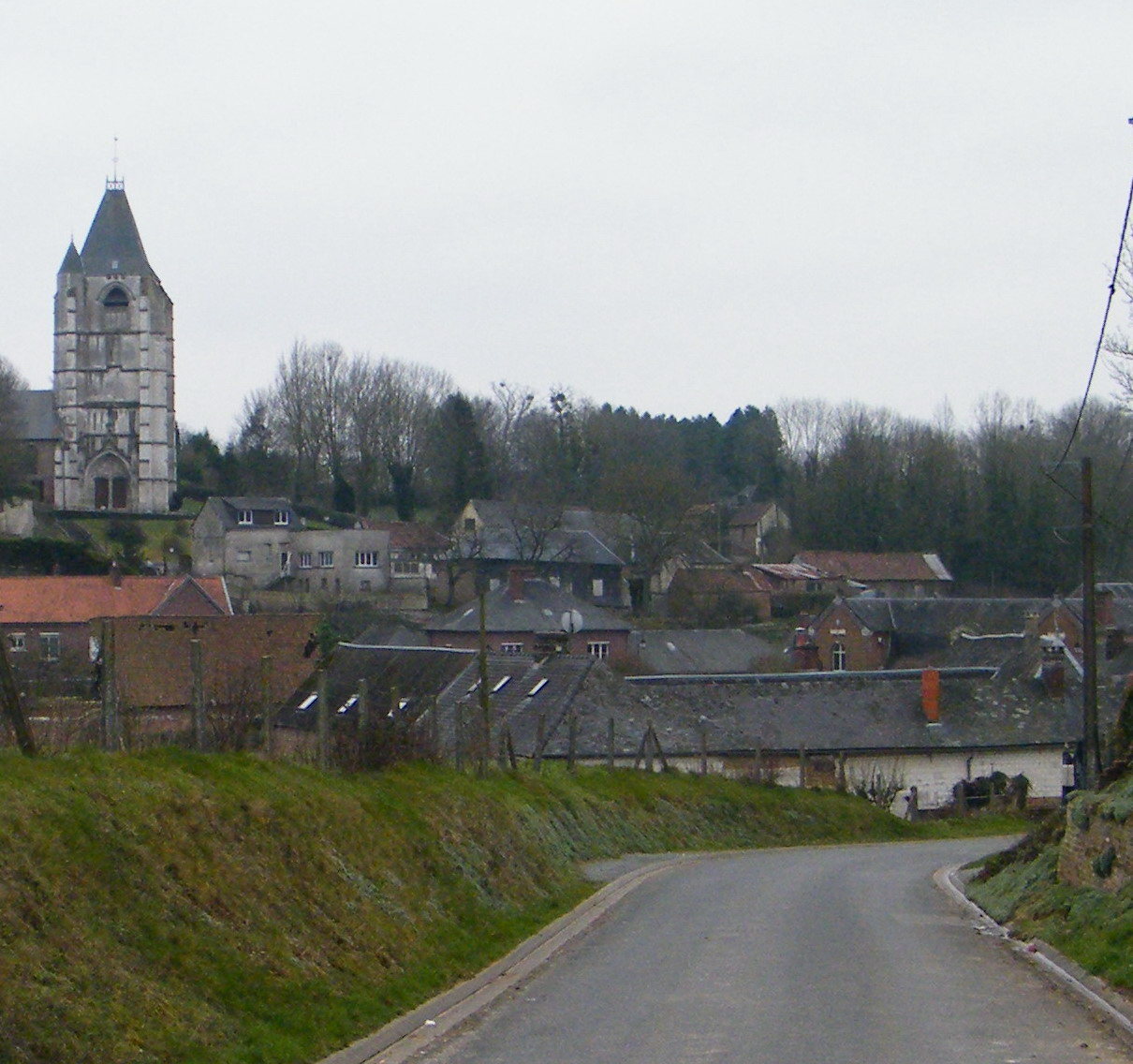
Saint-Maulvis
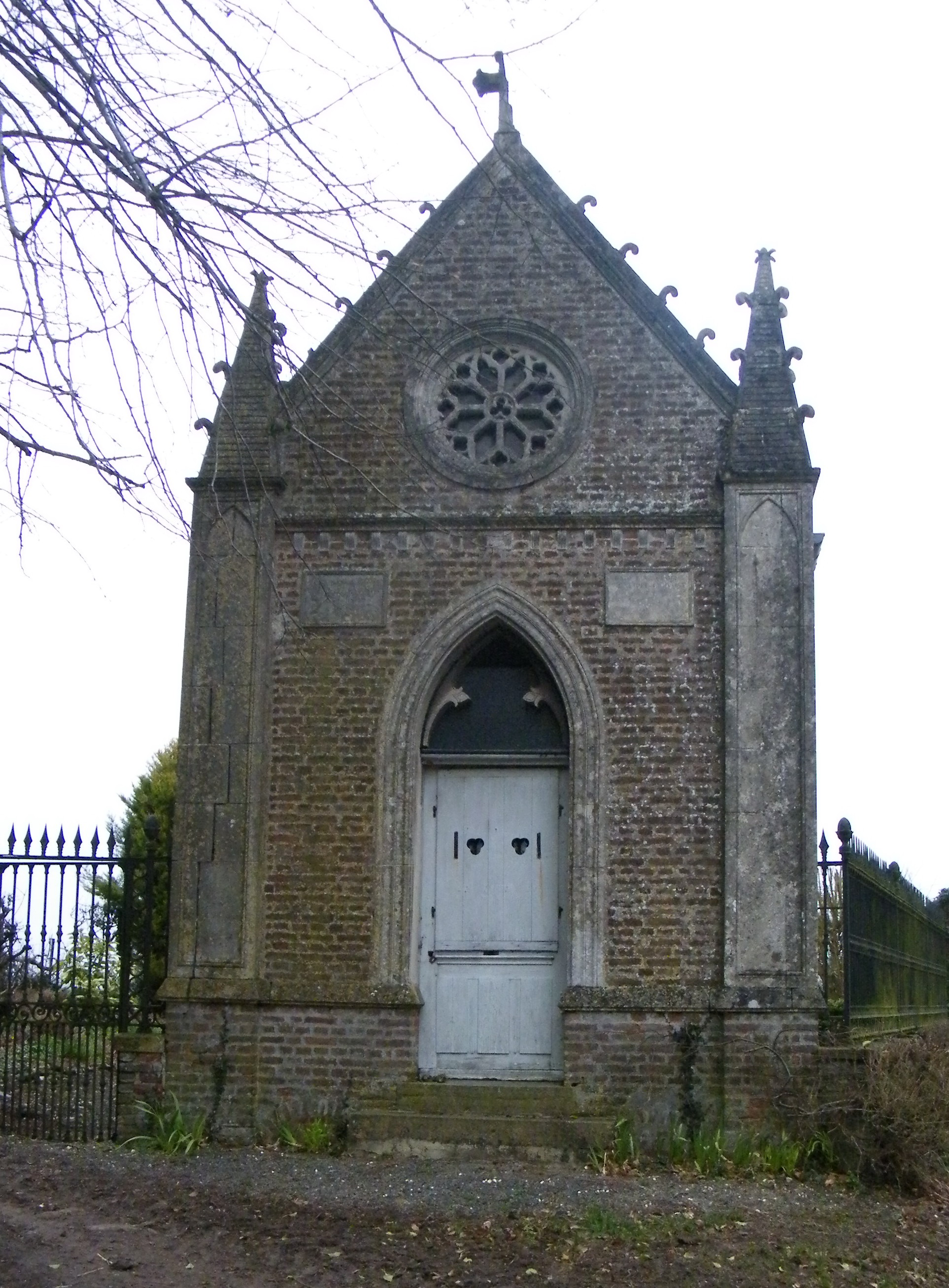
Kapel in Saint-Maulvis
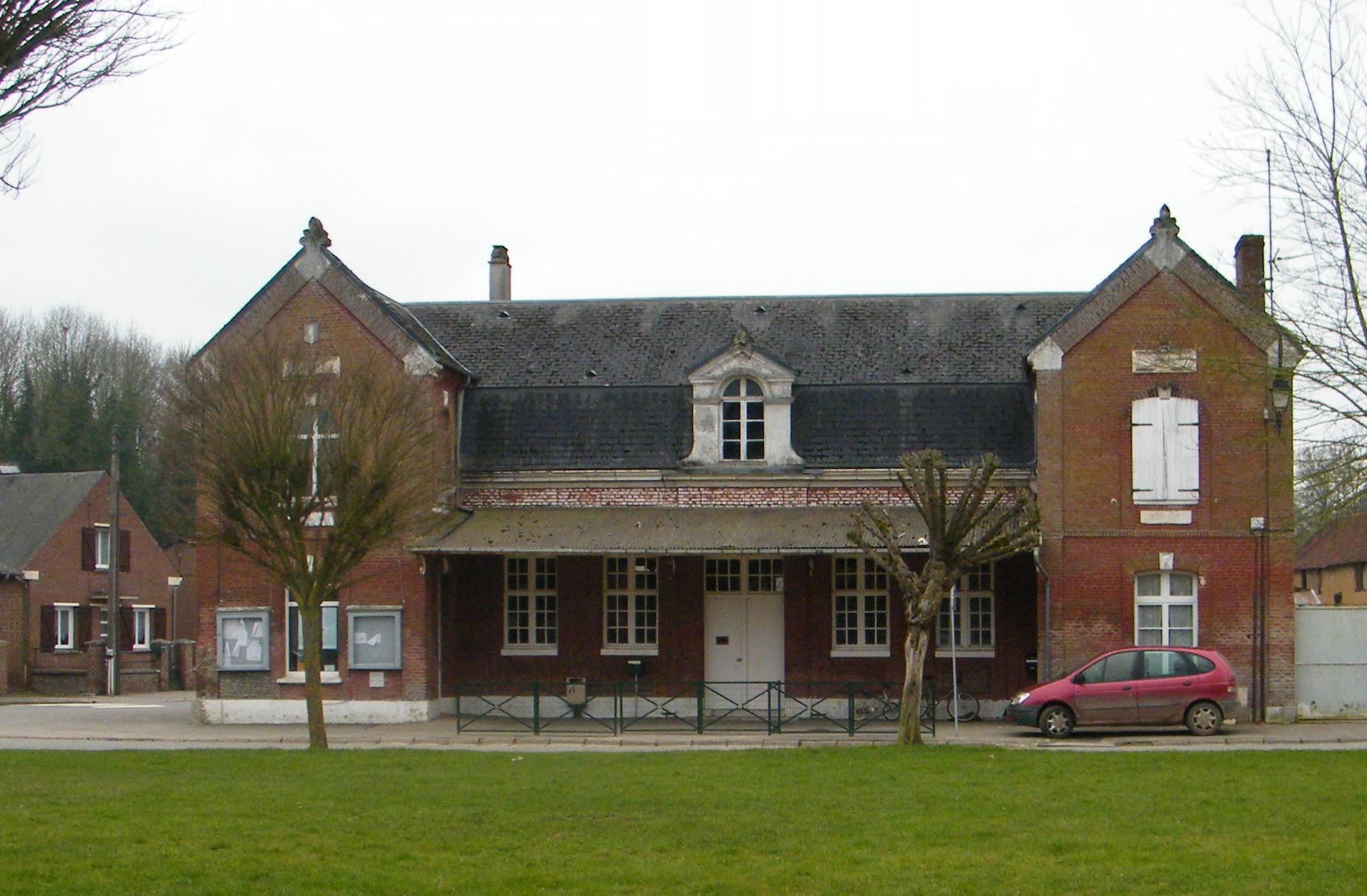
Gemeentehuis en school

## Geografie
De oppervlakte van Saint-Maulvis bedraagt 6,2 km², de bevolkingsdichtheid is 36,5 inwoners per km².
De onderstaande kaart toont de ligging van Saint-Maulvis met de belangrijkste infrastructuur en aangrenzende gemeenten.

## Demografie
Onderstaande figuur toont het verloop van het inwonertal (bron: INSEE-tellingen).